# 針潛魚
針潛魚為輻鰭魚綱鼬魚目鼬魚亞目隱魚科的其中一種，分布於東大西洋區，包括地中海、加納利群島、亞松森群島、馬德拉群島等海域，棲息深度1-150公尺，體長可達20.8公分，為底棲性魚類，與海參共生，屬肉食性，以小魚及無脊椎動物為食。

## 擴展閱讀
維基物種上的相關：針潛魚